# Izomorfizm
Izomorfizm (gr. isos – równy, morphe – kształt) – funkcja wzajemnie jednoznaczna (bijekcja) z jednego obiektu matematycznego w drugi, która zachowuje funkcje, relacje i wyróżnione elementy.
W przypadku obiektów algebry uniwersalnej (takich jak grupy, pierścienie, moduły itp.) izomorfizmem nazywamy wzajemnie jednoznaczne odwzorowanie {\displaystyle f} takie, że {\displaystyle f} i jego odwrotność {\displaystyle f^{-1}} są homomorfizmami.
O strukturach {\displaystyle {\mathcal {A}}} i {\displaystyle {\mathcal {B}}} powiemy, że są izomorficzne, jeżeli istnieje izomorfizm z {\displaystyle {\mathcal {A}}} w {\displaystyle {\mathcal {B}}.}
Obiekty izomorficzne nie mogą być odróżnione tylko na podstawie własności użytych do zdefiniowania izomorfizmu i dlatego mogą być uważane za identyczne (różniące się w zasadzie tylko oznaczeniami) jeśli bierze się pod uwagę tylko te własności. W ten sposób w klasie wszystkich obiektów danego rodzaju wprowadzana jest relacja równoważności.

## Przykłady
- Izomorfizm z grupy {\displaystyle (A,\circ )} w grupę {\displaystyle (B,\bullet )} to bijekcja {\displaystyle f\colon A\to B} zachowująca działanie grupowe, czyli taka, że {\displaystyle \forall _{a,b\in A}\;f(a\circ b)=f(a)\bullet f(b).}
- Izomorfizm z ciała {\displaystyle (K,\circ ,+)} w ciało {\displaystyle (L,\bullet ,\Diamond )} to bijekcja {\displaystyle g\colon K\to L} taka, że {\displaystyle \forall _{a,b\in K}\;g(a\circ b)=g(a)\bullet g(b)\land g(a+b)=g(a)\;\Diamond \;g(b).}
- Izomorfizm z częściowego porządku {\displaystyle (P,<)} w częściowy porządek {\displaystyle (Q,\triangleleft )} to funkcja wzajemnie jednoznaczna {\displaystyle h\colon P\to Q:\forall _{a,b\in P}\;a<b\iff h(a)\triangleleft h(b).}

## Teoria kategorii
Morfizm {\displaystyle f\colon X\to Y} nazywa się izomorfizmem, jeżeli istnieje morfizm {\displaystyle g\colon Y\to X} taki, że {\displaystyle f\circ g=\operatorname {id} _{Y}} oraz {\displaystyle g\circ f=\operatorname {id} _{X}}.
Jeżeli morfizm posiada lewą i prawą odwrotność i są one równe, to {\displaystyle f} jest izomorfizmem, zaś {\displaystyle g} nazywane jest po prostu odwrotnością {\displaystyle f.} Morfizm odwrotny do danego, jeżeli istnieje, jest dokładnie jeden. Odwrotność {\displaystyle g} jest także izomorficzna z odwrotnością {\displaystyle f.} O dwóch obiektach, między którymi istnieje izomorfizm, mówi się, iż są izomorficzne lub równoważne.

### Własności
1. Każdy izomorfizm jest monomorfizmem i epimorfizmem[2][3].
2. Morfizmy identycznościowe są izomorfizmami.

### Przykłady
- W Set izomorfizmami są bijekcje.
- W Grp izomorfizmami są izomorfizmy grup.
- W VecK izomorfizmami są bijektywne przekształcenia liniowe.
- W Top izomorfizmami są homeomorfizmy.
- W Met izomorfizmami są izometrie.
- W Pos izomorfizmami są izomorfizmy porządków.

## Literatura dodatkowa
Polskojęzyczna
- Fritz Reinhardt: Atlas matematyki. Warszawa: Prószyński i S-ka, s. 41. ISBN 83-7469-189-1.
- Andrzej Mostowski: Elementy algebry wyższej. Wyd. 7. Warszawa: Państwowe Wydawnictwo Naukowe, 1974, s. 49, seria: Biblioteka Matematyczna. Tom 16.
- Zbigniew Semadeni, Antoni Wiweger: Wstęp do teorii kategorii i funktorów. Wyd. 2. Warszawa: PWN, 1978, seria: Biblioteka Matematyczna. Tom 45. Brak numerów stron w książce

Anglojęzyczna
- Steven George Krantz: Dictionary of algebra, arithmetic, and trigonometry. CRC Press, 2000, s. 162. ISBN 1-58488-052-X, ISBN 978-1-58488-052-3. [dostęp 2009-05-05]. (ang.).
- Gabriel P., Zisman M.: Calculus of Fractions and Homotopy Theory (tłum. ros.). Москва: Мир, 1971. Brak numerów stron w książce